# Gaspar de Alvear y Salazar
Gaspar de Alvear y Salazar fue un conquistador y político español, nacido en San Pantaleón de Aras (Junta de Voto), Cantabria.
Fue capitán general y gobernador de la provincia de Nueva Vizcaya en Nueva España entre 1614 y 1619.
Relevó en este cargo Francisco de Urdiñola y se casó con su hija Isabel de Urdiñola en 1614, viuda de Luis de Alceaga, de quien tuvo a María de Alceaga y Urdiñola, casada con Luis de Valdés y Rejano, gobernador de la Nueva Vizcaya.  Tuvo que hacer frente en 1616 a una sublevación importante de los pueblos nativos Tepehuanes. Arrasaron las misiones que estaban asentadas en su territorio: Santiago Papasquia, Tepehuanes, San Ignació, Atotonilco y otras más, acabando con la vida de todos sus colonos y demás misioneros jesuitas como Hernando Tovar, Diego Orozco, Bernardo Cisneros, Luis Álvarez, Juan del Valle, Hernando Santarén, Juan Fonte, Jerónimo Moranta, saqueando y quemando las iglesias. Siguieron hasta llegar a las minas de Guanacevi donde fueron detenidos por Francisco Montaño de la Cueva que llegó a tiempo para salvar las misiones de San Juan de Río, Avino y Peñón Blanco, consiguiendo contener el ataque en la Sauceda, antes que el Gobernador Alvear acudiera con sus tropas.
Continuó la conquista del norte de la provincia, lanzando ofensivas o negociando alianzas locales, en los territorios Tepehuanes y Tarahumaras, entre el 26 de febrero y el 26 de abril de 1619.
Mateo de Vesga le sucede en el gobierno de la Nueva Vizcaya el 13 de diciembre de 1620.